# Giao hưởng số 2 (Haydn)
Giao hưởng số 2, cung Đô thứ  là bản giao hưởng thứ hai của nhà soạn nhạc vĩ đại người Áo Joseph Haydn. Bản giao hưởng này được tin là được viết trong khoảng thời gian 1757-1761. Khi còn phục vụ cho Bá tước Ferdinand Maximilian Morzin, Haydn làm việc ở Viên và nghỉ ngơi tại Bohemia. Ở Bohemia có một dàn nhạc giao hưởng và giao hưởng số 2 của Haydn chính là dành cho dàn nhạc này. Bản giao hưởng này được viết cho 2 oboe, bassoon, 2 horn, đàn dây và bè chạy liền. Giống như những bản giao hưởng đầu tiên của Haydn và các nhà soạn nhạc đương thời, bản giao hưởng này có 3 chương:
1. Allegro, 2
2
2. Andante in G major, 2
4
3. Presto, 3
8

Trong chương 2 của bản giao hưởng, các nhạc cụ khí đã bị bỏ qua và violin chơi các nốt móc đôi từ đầu đến cuối (kiểu đó được gọi là âm nhạc Perpetuum) với khuôn mẫu bị ngắt quãng một cách trôi chảy bởi các láy rền. Trong chương chậm này, các viola gâp đôi âm trầm với một quãng tám cao hơn. Tương tự thế, violin thứ nhất và thứ hai chơi giống nhau ở chương hai. Ở chương cuối, đó là "nỗ lực đầu tiên của Haydn ở một rondo có tính chất giao hưởng và chương này được mô tả bởi một mối bận tâm với các quá trình mô phỏng"." Giao hưởng số 2 là bản giao hưởng duy nhất không có ký hiệu nhắc lại trong các bản giao hưởng của ông. Đó cũng là một trong những bản giao hưởng ngắn nhất của ông, biểu diễn không quá 10 phút. 